# 24-Stunden-Rennen von Le Mans 1962

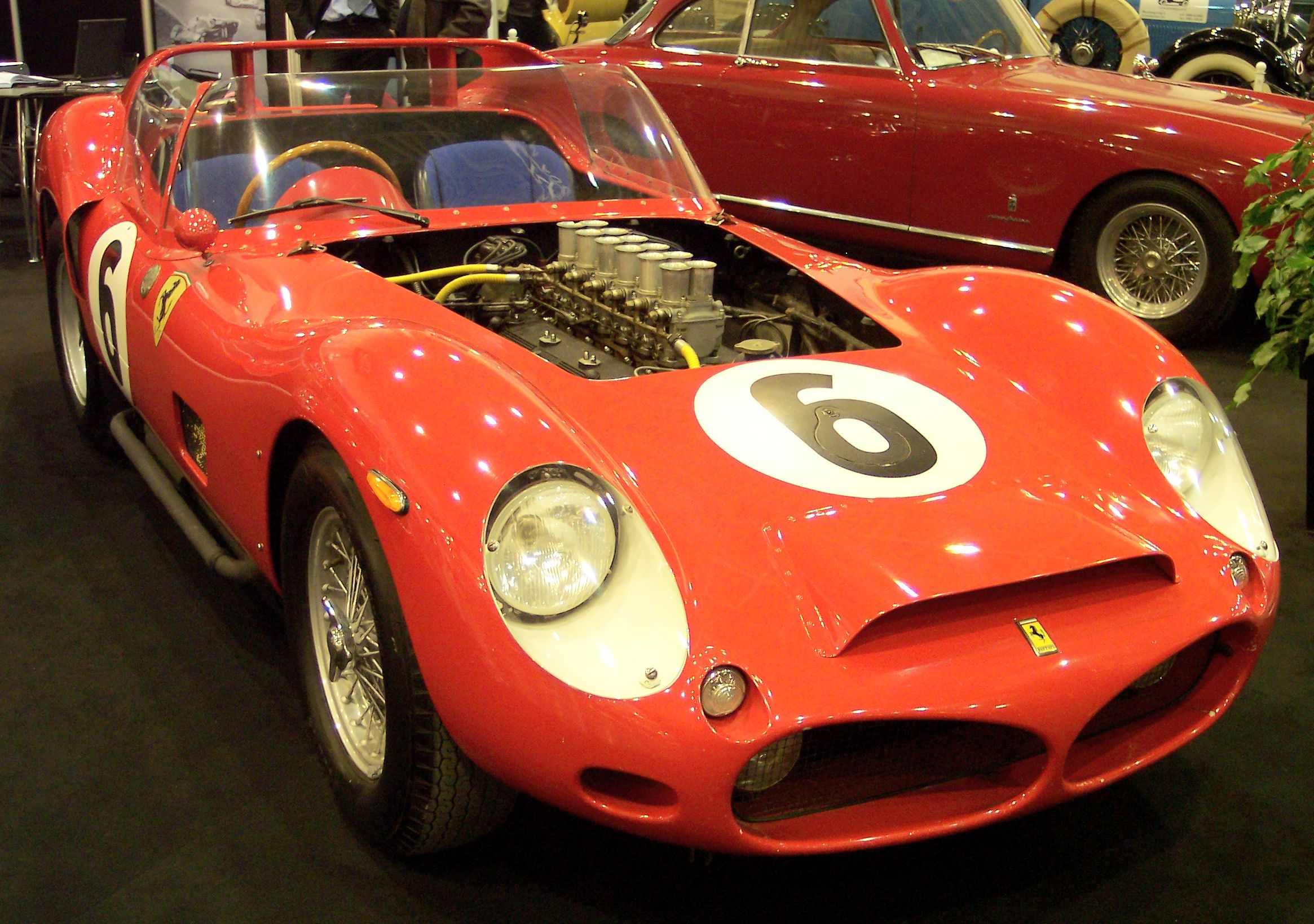
Der Ferrari 330TRI LM mit der Startnummer 6, der Siegerwagen von Olivier Gendebien und Phil Hill

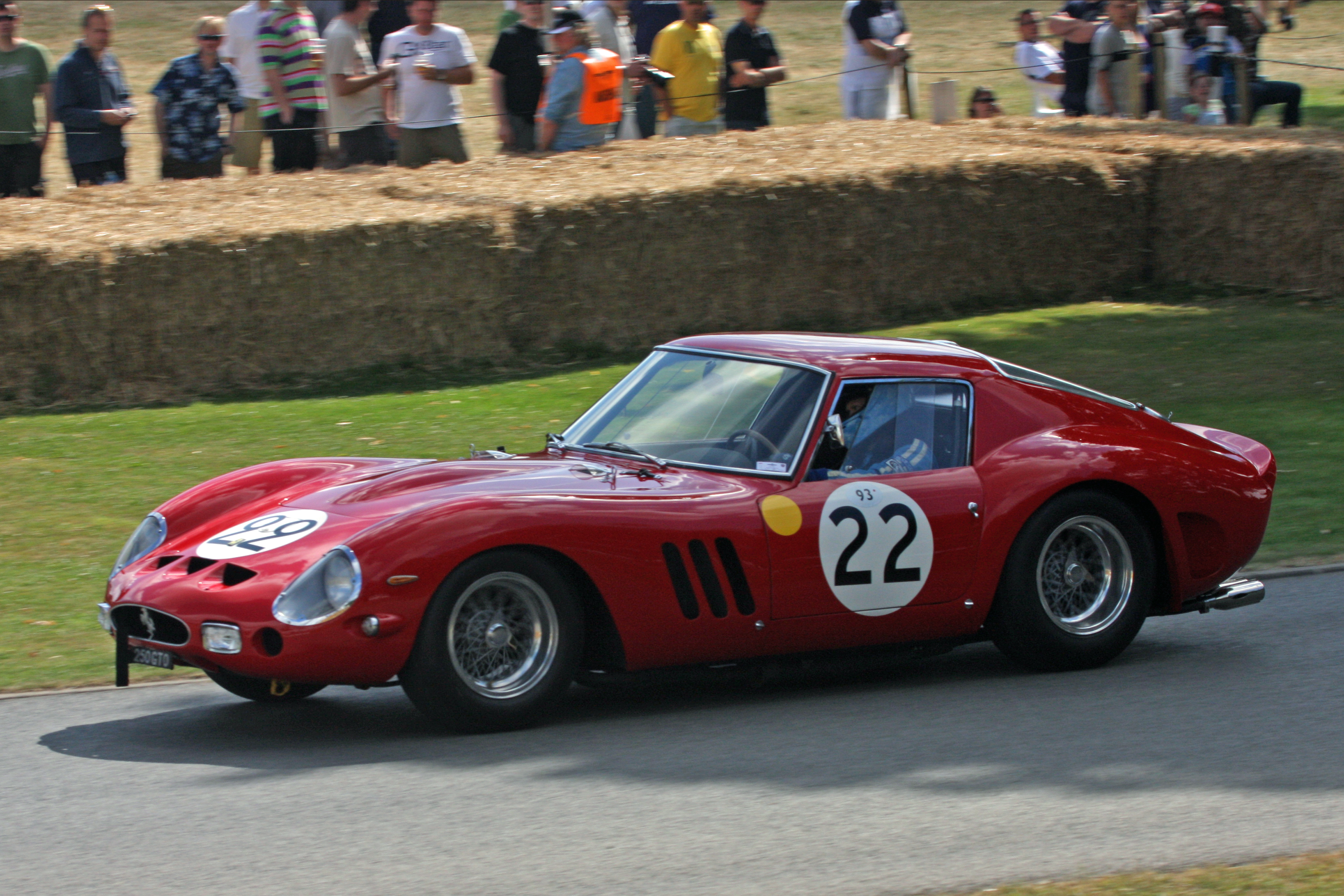
Der Ferrari 250 GTO mit der Originalstartnummer 22; mit diesem Wagen wurden Léon Dernier und Jean Blaton Dritte in der Gesamtwertung

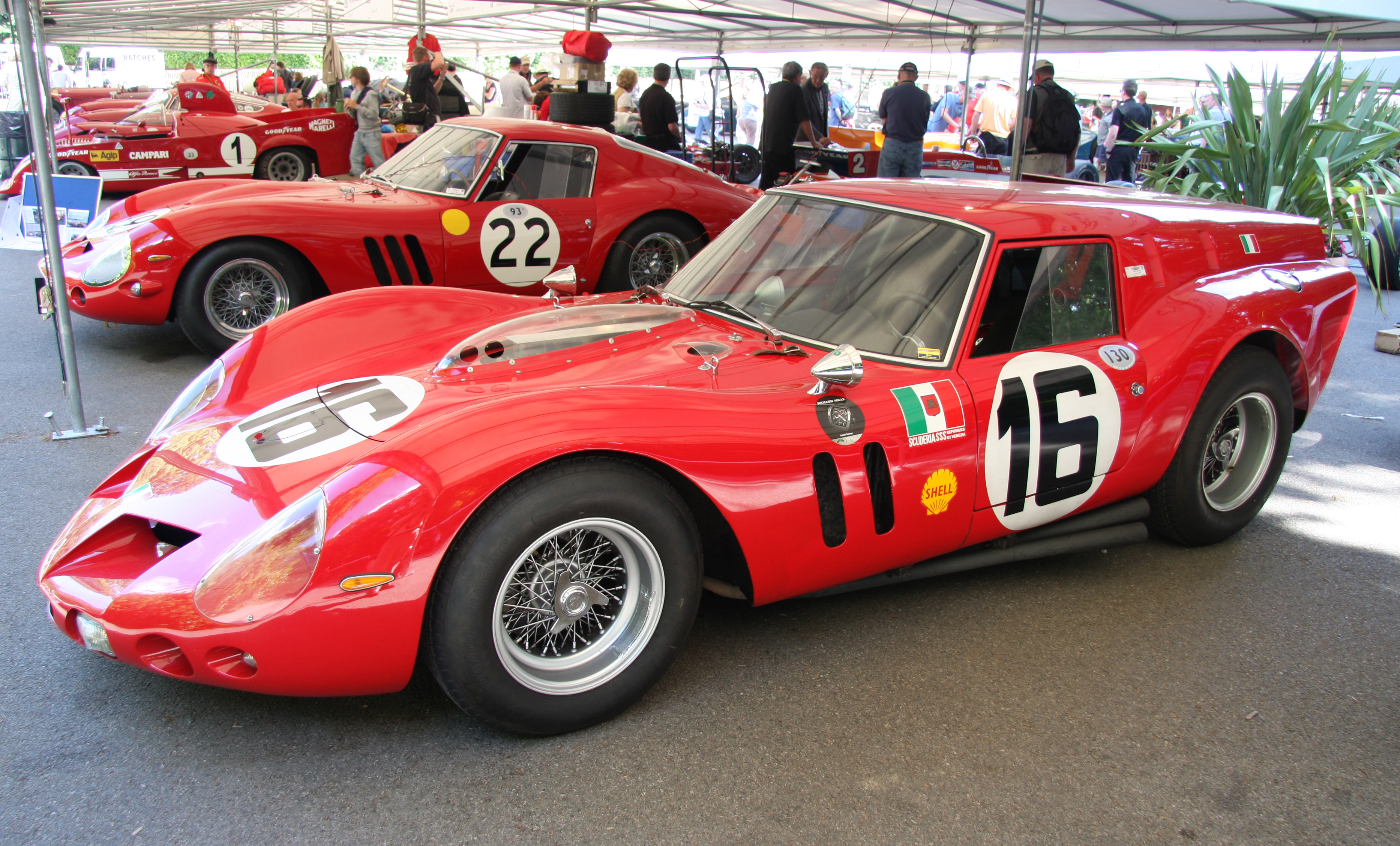
Der Ferrari 250 GT SWB Breadvan (vorne) – ein Einzelstück – mit der Startnummer 16, gefahren von Carlo-Maria Abate und Colin Davis

Das 30. 24-Stunden-Rennen von Le Mans, der 30e Grand Prix d’Endurance les 24 Heures du Mans, auch 24 Heures du Mans, Circuit de la Sarthe, Le Mans, fand vom 23. bis 24. Juni 1962 auf dem Circuit des 24 Heures statt.

## Neue Rennklassen
Bereits Monate vor dem Rennen sorgte der Automobile Club de l’Ouest mit einer neuen Klasseneinteilung für einige Verwirrung und Verwunderung bei den regelmäßigen Le-Mans-Startern. In nicht weniger als 18 Klassen – inklusive des Index of Performance und des Index of Efficiency – sollten Sieger gekürt werden. Dass dies nicht in allen gelang, lag daran, dass es in einigen nicht einmal Starter gab. Auch der Versuch, mit den Experimental-Klassen mehr Prototypen nach Le Mans zu bringen, scheiterte. Was den in der GT-Klasse gemeldeten Ferrari 250 GTO von Pierre Noblet und Jean Guichet von dem NART-250 GTO, der in der Experimental-Klasse an den Start ging, unterschied, war auch dem Fachpublikum nicht ganz klar.
Vor dem Rennen kam es zum Eklat, weil die Offiziellen des ACO dem Lotus 23 bei der technischen Abnahme die Zulassung verweigerten. Der kleine Lotus hatte beim 1000-km-Rennen auf dem Nürburgring sein Debüt gegeben und war mit Jim Clark am Steuer zu Beginn des Rennens in Führung gelegen. Colin Chapman brachte zwei 23 nach Le Mans. Der eine Werkswagen hatte einen 1-Liter-Ford-Motor. Der zweite Wagen, der von UDT-Laystall-Racing-Team gemeldet wurde, aber auch ein Werkswagen war, hatte einen 0,7-Liter-Climax-Motor. Die Wagen galten als Favoriten in ihren Klassen, und Stunden nach der Abnahme sickerte durch, dass der ACO dem Druck der französischen Teams nachgegeben hatte und dem 23 mangelnde Sicherheit attestierte. Chapman reiste ab und machte seine Ankündigung wahr, nie wieder mit einem Werkswagen nach Le Mans zu kommen.

## Das Rennen
Das 24-Stunden-Rennen von 1962 war das letzte Le-Mans-Rennen, das von einem Frontmotor-Rennwagen gewonnen werden konnte. Mit dem sechsten Gesamtsieg wurde Ferrari zum alleinigen Rekordhalter bei den Marken. Nach seinem vierten Sieg als Fahrer erklärte Olivier Gendebien nach dem Rennen seinen Rückzug aus Le Mans. Dass der Versuch mit den Experimental-Fahrzeugen gescheitert war, konnte man auch dem Gesamtklassement entnehmen. Unter den ersten 13 Fahrzeugen fanden sich elf GT-Wagen.
Aus der ersten Runde kam Graham Hill im neuen Aston Martin DP212 als Führender wieder zurück. Bis in die frühen Nachtstunden war der Aston Martin ein ernsthafter Gegner der Ferraris, dann fiel der Wagen nach einer gebrochenen Ölleitung aus. In der Nacht wiederholte sich der Zweikampf aus dem Vorjahr. Wieder lieferten sich die beiden Rodríguez-Brüder einen heftigen Schlagabtausch mit Gendebien und Phil Hill. Aber der NART-Ferrari fiel nach 14 Stunden mit Kupplungsschaden aus.
Zu diesem Zeitpunkt war Mike Parkes längst ausgeschieden. Der Brite hatte seinen Ferrari in der gefürchteten Sandbank der Mulsanne eingegraben und beim Versuch, den Wagen wieder zu befreien – nachdem er mehr als eine halbe Stunde den Wagen ausgeschaufelt hatte –, den Motor überdreht. Die Maserati waren schnell, aber nicht standfest genug. Dick Thompson war mit dem Tipo 151 nach zwei Stunden sogar kurz in Führung gelegen, ehe er durch einen Unfall ausschied. Die GT-Klasse gewannen Noblet und Guichet, und Charles Deutsch gewann mit seinen Rennwagen das Duell in den kleinen Klassen gegen seinen ehemaligen Partner René Bonnet.

## Ergebnisse

### Piloten nach Nationen
| 29 Briten            | 28 Franzosen | 17 US-Amerikaner | 12 Italiener   | 9 Belgier    |
| 3 Schweizer          | 2 Deutsche   | 2 Mexikaner      | 2 Niederländer | 1 Australier |
| 1 Belgisch-Kongolese | 1 Kanadier   | 1 Neuseeländer   | 1 Österreicher | 1 Schwede    |
| 1 Südafrikaner       |              |                  |                |              |

### Schlussklassement
| Pos.                           | Klasse  | Nr. | Team                               | Fahrer                                          | Chassis                         | Motor                   | Reifen | Runden |
| ------------------------------ | ------- | --- | ---------------------------------- | ----------------------------------------------- | ------------------------------- | ----------------------- | ------ | ------ |
| 1                              | E +3.0  | 6   | SpA Ferrari SEFAC                  | Olivier Gendebien Phil Hill                     | Ferrari 330TRI LM Spyder        | Ferrari 4.0L V12        | D      | 331    |
| 2                              | GT 3.0  | 19  | Pierre Noblet                      | Pierre Noblet Jean Guichet                      | Ferrari 250 GTO                 | Ferrari 3.0L V12        | D      | 326    |
| 3                              | GT 3.0  | 22  | Equipe Nationale Belge             | Léon Dernier Jean Blaton                        | Ferrari 250 GTO                 | Ferrari 3.0L V12        | D      | 314    |
| 4                              | GT +3.0 | 10  | Briggs Cunningham                  | Briggs Cunningham Roy Salvadori                 | Jaguar E-Type FHC               | Jaguar 3.8L I6          | D      | 310    |
| 5                              | GT 3.0  | 9   | P. J. Sargent                      | Peter Sargent Peter Lumsden                     | Jaguar E-Type Lightweight Coupe | Jaguar 3.8L I6          | D      | 310    |
| 6                              | E 3.0   | 17  | North American Racing Team         | Bob Grossman Fireball Roberts                   | Ferrari 250 GTO                 | Ferrari 3.0L V12        | G      | 297    |
| 7                              | GT 1.6  | 34  | Porsche System Engineering         | Edgar Barth Hans Herrmann                       | Porsche 356B Abarth             | Porsche 1.6L Flat-4     | D      | 287    |
| 8                              | GT 1.3  | 44  | Team Lotus Engineering             | David Hobbs Frank Gardner                       | Lotus Elite Mk14                | Coventry Climax 1.2L I4 | D      | 286    |
| 9                              | GT 3.0  | 21  | Ed Hugus                           | Ed Hugus George Reed                            | Ferrari 250 GT SWB Bertone      | Ferrari 3.0L V12        | D      | 281    |
| 10                             | GT 1.3  | 39  | Scuderia St. Ambroeus              | Giancarlo Sala Marcello de Luca di Lizzano      | Alfa Romeo Giulietta Zagato SVZ | Alfa Romeo 1.3L I4      | P      | 281    |
| 11                             | GT 1.3  | 45  | Lotus Engineering                  | Clive Hunt Dr. John Wyllie                      | Lotus Elite Mk14                | Coventry Climax 1.2L I4 | D      | 278    |
| 12                             | GT 1.6  | 35  | Auguste Veuillet                   | Robert Buchet Heinz Schiller                    | Porsche 356B Abarth             | Porsche 1.6L Flat-4     | D      | 272    |
| 13                             | GT 2.0  | 29  | Morgan Motor Company               | Chris Lawrence Richard Shepard-Baron            | Morgan Plus 4                   | Triumph 2.0L I4         | D      | 270    |
| 14                             | E 1.3   | 43  | Equipe Nationale Belge             | Claude Dubois Georges Harris                    | Abarth-Simca 1300 Bialbero      | Simca 1.3L I4           | P      | 268    |
| 15                             | GT 1.6  | 32  | Sunbeam Talbot                     | Peter Harper Peter Procter                      | Sunbeam Alpine                  | Sunbeam 1.6L I4         | D      | 268    |
| 16                             | E 850   | 53  | Panhard & Levassor                 | André Guilhaudin Alain Bertaut                  | CD Dyna Coupé                   | Panhard 0.7L Flat-2     | M      | 255    |
| 17                             | E 1.15  | 46  | Société Automobiles René Bonnet    | Bernard Consten José Rosinski                   | René Bonnet Djet                | Renault 1.0L I4         | D      | 255    |
| 18                             | E 850   | 50  | Société Automobiles René Bonnet    | Paul Armagnac Gérard Laureau                    | René Bonnet Djet 2 Spider       | Renault 0.7L I4         | D      | 253    |
| Ausgefallen                    |         |     |                                    |                                                 |                                 |                         |        |        |
| 19                             | E 3.0   | 27  | SpA Ferrari SEFAC                  | Giancarlo Baghetti Ludovico Scarfiotti          | Ferrari Dino 268SP              | Ferrari 2.6L V8         | D      | 230    |
| 20                             | E 1.6   | 37  | Automobili O.S.C.A.                | George Arents José Behra                        | OSCA 1600GT Zagato              | O.S.C.A. 1.6L I4        | P      | 227    |
| 21                             | GT 1.3  | 40  | Scuderia St. Ambroeus              | Karl Foitek Riccardo Ricci                      | Alfa Romeo Giulietta Zagato SVZ | Alfa Romeo 1.3L I4      | P      | 225    |
| 22                             | GT 3.0  | 24  | Ecurie Chiltern                    | Sir John Whitmore Bob Olthoff                   | Austin-Healey 3000              | BMC 2.9L I6             | D      | 212    |
| 23                             | GT 3.0  | 23  | Fernand Tavano                     | Fernand Tavano André Simon                      | Ferrari 250 GTO                 | Ferrari 3.0L V12        | D      | 202    |
| 24                             | GT 1.6  | 33  | Sunbeam Talbot                     | Paddy Hopkirk Peter Jopp                        | Sunbeam Alpine                  | Sunbeam 1.6L I4         | D      | 187    |
| 25                             | E +3.0  | 2   | Briggs Cunningham                  | Bruce McLaren Walt Hansgen                      | Maserati Tipo 151/1             | Maserati 3.9L V8        | D      | 177    |
| 26                             | E 3.0   | 28  | SpA Ferrari SEFAC                  | Ricardo Rodríguez Pedro Rodríguez               | Ferrari Dino 246SP              | Ferrari 2.4L V6         | D      | 174    |
| 27                             | GT 3.0  | 58  | Scuderia SSS Repubblica di Venezia | Nino Vaccarella Giorgio Scarlatti               | Ferrari 250 GTO                 | Ferrari 3.0L V12        | D      | 172    |
| 28                             | E 850   | 56  | Roger Masson                       | Roger Masson Teodoro Zeccoli                    | Fiat-Abarth 700 TwinCam         | Fiat 0.7L I4            | M      | 171    |
| 29                             | GT 3.0  | 20  | UDT Laystall Racing Team           | Innes Ireland Masten Gregory                    | Ferrari 250 GTO                 | Ferrari 3.0L V12        | D      | 165    |
| 30                             | E +3.0  | 4   | Maserati France                    | Maurice Trintignant Lucien Bianchi              | Maserati Tipo 151/1             | Maserati 3.9L V8        | D      | 152    |
| 31                             | GT +3.0 | 1   | Scirocco Powell Racing Cars        | Tony Settember John Turner                      | Chevrolet Corvette C2           | Chevrolet 5.4L V8       | D      | 150    |
| 32                             | E 3.0   | 18  | North American Racing Team         | Peter Ryan John Fulp                            | Ferrari 250TRI/61               | Ferrari 3.0L V12        | G      | 150    |
| 33                             | GT +3.0 | 12  | Jean Kerguen                       | Jean Kerguen Jacques Dewez                      | Aston Martin DB4 GT Zagato      | Aston Martin 3.8L I6    | D      | 134    |
| 34                             | E 850   | 55  | Panhard & Levassor                 | Guy Verrier Bernard Boyer                       | CD Dyna                         | Panhard 0.7L Flat-2     | M      | 128    |
| 35                             | GT +3.0 | 14  | Mike Salmon                        | Mike Salmon Ian Baille                          | Aston Martin DB4 GT Zagato      | Aston Martin 3.8L I6    | D      | 124    |
| 36                             | E 850   | 51  | Abarth Corse & Cie                 | Régis Fraissinet Paul Condrillier               | Fiat-Abarth 700S TwinCam        | Fiat 0.7L I4            | M      | 115    |
| 37                             | E 1.6   | 38  | Marcos Cars                        | John Hine Richard Prior                         | Marcos GT Gullwing              | Ford 1.5L I4            | D      | 81     |
| 38                             | E 3.0   | 25  | Ecurie Ecosse                      | Jack Fairman Tom Dickson                        | Tojeiro EE                      | Coventry Climax 2.5L I4 | D      | 80     |
| 39                             | E 3.0   | 11  | David Brown Racing Dept.           | Graham Hill Richie Ginther                      | Aston Martin DP212              | Aston Martin 4.0L I6    | D      | 78     |
| 40                             | E 850   | 54  | Panhard & Levassor                 | Pierre Lelong Jean-Pierre Hanrioud              | CD Dyna                         | Panhard 0.7L Flat-2     | M      | 73     |
| 41                             | E +3.0  | 3   | Briggs Cunningham                  | William Kimberly Dick Thompson                  | Maserati Tipo 151/1             | Maserati 3.9L V8        | D      | 62     |
| 42                             | E 1.3   | 41  | Abarth Corse & Cie                 | Roger Delageneste Jean Rolland                  | Abarth-Simca 1300 Bialbero      | Simca 1.3L I4           | P      | 60     |
| 43                             | E +3.0  | 7   | SpA Ferrari SEFAC                  | Mike Parkes Lorenzo Bandini                     | Ferrari 330LM GTO               | Ferrari 4.0L V12        | D      | 56     |
| 44                             | GT +3.0 | 8   | Maurice Charles                    | Maurice Charles John Coundley                   | Jaguar E-Type                   | Jaguar 3.8L I6          | D      | 53     |
| 45                             | GT 2.0  | 60  | Andres Chardonnet                  | Jean-Claude Magne Maurice Martin                | AC Ace                          | Bristol 2.0L I6         | M      | 49     |
| 46                             | E 3.0   | 59  | Equipe Nationale Belge             | Georges Berger Robert Darville                  | Ferrari 250 GT SWB              | Ferrari 3.0L V12        | D      | 35     |
| 47                             | GT 1.6  | 30  | Porsche System Engineering         | Ben Pon Carel Godin de Beaufort                 | Porsche 356B Abarth             | Porsche 1.6L Flat-4     | D      | 35     |
| 48                             | E 3.0   | 16  | Scuderia SSS Repubblica di Venezia | Carlo-Maria Abate Colin Davis                   | Ferrari 250 GT SWB Breadvan     | Ferrari 3.0L V12        | D      | 30     |
| 49                             | E 3.0   | 15  | Scuderia SSS Repubblica di Venezia | Joakim Bonnier Dan Gurney                       | Ferrari 250TRI/61               | Ferrari 3.0L V12        | D      | 30     |
| 50                             | E 1.3   | 62  | Abarth Corse & Cie                 | Gianni Balzarini Franz Albert                   | Abarth-Simca 1300 Bialbero      | Simca 1.3L I4           | P      | 30     |
| 51                             | E 1.3   | 42  | Abarth Corse & Cie                 | Henri Oreiller Tommy Spychiger                  | Abarth-Simca 1300 Bialbero      | Simca 1.3L I4           | P      | 21     |
| 52                             | E 850   | 61  | Automobiles René Bonnet            | Jean-Claude Vidilles Jean Vinatier              | René Bonnet Djet                | Renault 0.7L I4         | D      | 13     |
| 53                             | E 850   | 52  | Abarth Corse & Cie                 | Herbert Demetz Mauro Bianchi                    | Fiat-Abarth 700S TwinCam        | Fiat 0.7L I4            | M      | 12     |
| 54                             | E 1.6   | 36  | Automobili O.S.C.A.                | John Bentley John S. Gordon                     | OSCA 1600GT Zagato              | O.S.C.A. 1.6L I4        | P      | 12     |
| 55                             | E 2.0   | 31  | TVR Cars                           | Peter Bolton Ninian Sanderson                   | TVR Grantura                    | BMC 1.6L I4             | D      | 3      |
| Nicht gestartet                |         |     |                                    |                                                 |                                 |                         |        |        |
| 56                             | E 850   | 49  | Automobiles René Bonnet            | Robert Bouharde Jean Vinatier Gérard Laureau    | René Bonnet Djet                | Renault 0.7L I4         |        | 1      |
| 57                             | GT 1.6  | 64  | Sunbeam Talbot                     | Keith Ballisat Jackie Lewis                     | Sunbeam Alpine                  | Sunbeam 1.6L I4         | D      | 2      |
| 58                             | GT 1.6  | 65  | TVR Cars                           | Rob Slotemaker Ted Lund                         | TVR Grantura                    | BMC 1.6L I4             | D      | 3      |
| 59                             | E 1.0   | 68  | Guy Flayac                         | Guy Flayac Georges Alexandrovitch Lucien Barthe | Fiat-Abarth 1000S               | Fiat 1.0L I4            | M      | 4      |
| 60                             | E 850   | 70  | Panhard & Levassor                 | Bob Neyret Robert Mougin                        | CD Dyna                         | Panhard 0.7L Flat-2     | M      | 5      |
| Nicht am Training teilgenommen |         |     |                                    |                                                 |                                 |                         |        |        |
| 61                             | E 1.0   | 47  | Team Lotus                         | Jim Clark Trevor Taylor                         | Lotus 23                        | Ford 1.0L I4            |        | 6      |
| 62                             | E 850   | 48  | UDT Laystall Racing Team           | Les Leston Tony Shelly                          | Lotus 23                        | Coventry Climax 0.7L I4 |        | 7      |

1 Unfall im Training
2 Erste Reserve
3 Zweite Reserve
4 Dritte Reserve
5 Vierte Reserve
6 Technische Abnahme nicht bestanden
7 Technische Abnahme nicht bestanden

### Nur in der Meldeliste
Hier finden sich Teams, Fahrer und Fahrzeuge die ursprünglich für das Rennen gemeldet waren, aber aus den unterschiedlichsten Gründen daran nicht teilnahmen.
| Pos. | Klasse | Nr. | Team                               | Fahrer                                                         | Chassis                         | Motor               | Reifen |
| ---- | ------ | --- | ---------------------------------- | -------------------------------------------------------------- | ------------------------------- | ------------------- | ------ |
| 63   | P 4.0  | 5   | René Marchand                      | René Marchand Lloyd Casner Pierre Monneret                     | Maserati Tipo 151               | Maserati 3.9L V8    |        |
| 64   | P 4.0  | 10  | Briggs Cunningham                  | Briggs Cunningham Walt Hansgen                                 | Maserati Tipo 151               | Maserati 3.9L V8    |        |
| 65   | P 3.0  | 11  | Scuderia SSS Repubblica di Venezia |                                                                | Maserati Tipo 64                | Maserati 3.0L V12   |        |
| 66   | S 2.5  | 26  | Ecurie Ecosse                      | Bruce Halford Frank Gardner Tom Dickson                        | Tojeiro EE                      | Climax 2.5L L4      |        |
| 67   | P 2.0  | 30  | Porsche System Engineering         | Joakim Bonnier Dan Gurney                                      | Porsche 718                     | Porsche 2.0L Flat-4 |        |
| 68   | P 2.0  | 30  | Porsche System Engineering         | Joakim Bonnier                                                 | Porsche 718                     | Porsche 2.0L Flat-4 |        |
| 69   | P 3.0  | 57  | North American Racing Team         | Bob Grossman Fireball Roberts                                  | Ferrari 250TRI                  | Ferrari 3.0L V12    |        |
| 70   | GT 1.6 | 63  | Carel Godin de Beaufort            | Carel Godin de Beaufort                                        | Porsche 356B Carrera Abarth GTL | Porsche 1.6L Flat-4 |        |
| 71   | GT 1.3 | 66  | Lotus Engineering                  | Clive Hunt Pat Fergusson                                       | Lotus Elite                     | Climax 1.2L L4      |        |
| 72   | P 850  | 67  | Scuderia SSS Repubblica di Venezia |                                                                | De Tomaso                       |                     |        |
| 73   | P 1.3  | 69  | Abarth Corse & Cie                 |                                                                | Abarth-Simca 1300 Bialbero      | Simca 1.3L I4       |        |
| 74   | P 850  | 70  | Panhard & Levassor                 | Pierre Lelong Bernard Boyer Jean-Pierre Hanrioud Robert Mougin | CD Dyna                         | Panhard 0.7L Flat-2 |        |
| 75   | P 1.3  | 71  | Abarth Corse & Cie                 |                                                                | Abarth-Simca 1300 Bialbero      | Simca 1.3L I4       |        |
| 76   | P 4.0  |     | Holman & Moody                     |                                                                | Ford Falcon Challenger          |                     |        |
| 77   | P 1.15 |     |                                    |                                                                | Lola MK1                        |                     |        |
| 78   |        |     |                                    |                                                                | DKW Junior                      |                     |        |
| 79   | P 2.0  |     | Ted Lund                           | Ted Lund Mike Reid                                             | MG A                            |                     |        |
| 80   | P 1.0  |     | Gitane                             |                                                                | Gitane 1000                     |                     |        |

### Index of Performance
| Pos. | Nr. | Fahrer                                     | Chassis                         | Koeffizient | Platzierung im Gesamtklassement |
| ---- | --- | ------------------------------------------ | ------------------------------- | ----------- | ------------------------------- |
| 1    | 53  | André Guilhaudin Alain Bertaut             | CD Dyna Coupé                   | 1.26500     | Rang 16                         |
| 2    | 50  | Paul Armagnac Gérard Laureau               | René Bonnet Djet 2 Spider       | 1.25100     | Rang 18                         |
| 3    | 44  | David Hobbs Frank Gardner                  | Lotus Elite Mk14                | 1.20400     | Rang 8                          |
| 4    | 19  | Pierre Noblet Jean Guichet                 | Ferrari 250 GTO                 | 1.20300     | Rang 3                          |
| 5    | 6   | Olivier Gendebien Phil Hill                | Ferrari 330TRI LM Spyder        | 1.19200     | Gesamtsieg                      |
| 6    | 45  | Clive Hunt John Wyllie                     | Lotus Elite Mk14                | 1.16900     | Rang 11                         |
| 7    | 39  | Giancarlo Sala Marcello de Luca di Lizzano | Alfa Romeo Giulietta Zagato SVZ | 1.16600     | Rang 10                         |
| 8    | 22  | Léon Dernier Jean Blaton                   | Ferrari 250 GTO                 | 1.15600     | Rang 3                          |
| 9    | 34  | Edgar Barth Hans Herrmann                  | Porsche 356B Abarth             | 1.14600     | Rang 7                          |
| 10   | 46  | Bernard Consten José Rosinski              | René Bonnet Djet                | 1.12500     | Rang 17                         |
| 11   | 10  | Briggs Cunningham Roy Salvadori            | Jaguar E-Type FHC               | 1.12000     | Rang 4                          |
| 12   | 9   | Peter Sargent Peter Lumsden                | Jaguar E-Type Lightweight Coupe | 1.11900     | Rang 5                          |
| 13   | 43  | Claude Dubois Georges Harris               | Abarth-Simca 1300 Bialbero      | 1.11400     | Rang 14                         |
| 14   | 35  | Robert Buchet Heinz Schiller               | Porsche 356B Abarth             | 1.08600     | Rang 12                         |
| 15   | 32  | Peter Harper Peter Proctor                 | Sunbeam Alpine                  | 1.06900     | Rang 15                         |
| 16   | 29  | Chris Lawrence Richard Shepard-Baron       | Morgan Plus 4                   | 1.04100     | Rang 13                         |
| 17   | 21  | Ed Hugus George Reed                       | Ferrari 250 GT SWB Bertone      | 1.03700     | Rang 9                          |
| 18   | 17  | Bob Grossman Fireball Roberts              | Ferrari 250 GTO                 | 1.00000     | Rang 6                          |

### Index of Thermal Efficiency
| Pos. | Nr. | Fahrer                                     | Chassis                         | Durchschnittsgeschwindigkeit | Fahrzeuggewicht | Liter/100 km | Koeffizient | Platzierung im Gesamtklassement |
| ---- | --- | ------------------------------------------ | ------------------------------- | ---------------------------- | --------------- | ------------ | ----------- | ------------------------------- |
| 1    | 44  | David Hobbs Frank Gardner                  | Lotus Elite Mk14                | 160,295 km/h                 | 630 kg          | 14,40        | 1.27000     | Rang 3                          |
| 2    | 45  | Clive Hunt John Wyllie                     | Lotus Elite Mk14                | 155,561 km/h                 | 630 kg          | 14,30        | 1.17000     | Rang 11                         |
| 3    | 53  | André Guilhaudin Alain Bertaut             | CD Dyna Coupé                   | 142,793 km/h                 | 590 kg          | 11,40        | 1.15000     | Rang 16                         |
| 4    | 39  | Giancarlo Sala Marcello de Luca di Lizzano | Alfa Romeo Giulietta Zagato SVZ | 157,278 km/h                 | 820 kg          | 17,50        | 1.10000     | Rang 10                         |
| 5    | 34  | Edgar Barth Hans Herrmann                  | Porsche 356B Abarth             | 166,772 km/h                 | 840 kg          | 19,50        | 1.06000     | Rang 7                          |
| 6    | 9   | Peter Sargent Peter Lumsden                | Jaguar E-Type Lightweight Coupe | 173,476 km/h                 | 1220 kg         | 29,40        | 1.04000     | Rang 5                          |
| 7=   | 10  | Briggs Cunningham Roy Salvadori            | Jaguar E-Type FHC               | 173,609 km/h                 | 1120 kg         | 30,60        | 1.00000     | Rang 4                          |
| 7=   | 50  | Paul Armagnac Gérard Laureau               | René Bonnet Djet 2 Spider       | 141,538 km/h                 | 520 kg          | 12,30        | 1.00000     | Rang 18                         |

### Klassensieger
| Klasse                      | Fahrer                  | Fahrer                | Fahrzeug                   | Platzierung im Gesamtklassement |
| --------------------------- | ----------------------- | --------------------- | -------------------------- | ------------------------------- |
| Index of Performance        | André Guilhaudin        | Alain Bertaut         | CD Dyna Coupé              | Rang 16                         |
| Index of Thermal Efficiency | David Hobbs             | Frank Gardner         | Lotus Elite MK14           | Rang 8                          |
| Experimental 3001–4000 cm³  | Olivier Gendebien       | Phil Hill             | Ferrari 330 TRI LM Spyder  | Gesamtsieg                      |
| Experimental 2501–3000 cm³  | Bob Grossman            | Fireball Roberts      | Ferrari 250 GTO            | Rang 6                          |
| Experimental 2001–2500 cm³  | kein Teilnehmer im Ziel |                       |                            |                                 |
| Experimental 1601–2000 cm³  | kein Teilnehmer im Ziel |                       |                            |                                 |
| Experimental 1301–1600 cm³  | kein Teilnehmer im Ziel |                       |                            |                                 |
| Experimental 1151–1300 cm³  | Claude Dubois           | George Harris         | Abarth-Simca 1300 Bialbero | Rang 14                         |
| Experimental 1001–1150 cm³  | kein Teilnehmer im Ziel |                       |                            |                                 |
| Experimental 851–1000 cm³   | Bernard Consten         | José Rosinski         | René Bonnet Djet           | Rang 17                         |
| Experimental 701–850 cm³    | André Guilhaudin        | Alain Bertaut         | CD Dyna Coupé              | Rang 16                         |
| GT-Wagen 3001–4000 cm³      | Briggs Cunningham       | Roy Salvadori         | Jaguar E-Type HFC          | Rang 4                          |
| GT-Wagen 2501–3000 cm³      | Pierre Noblet           | Jean Guichet          | Ferrari 250 GTO            | Rang 12                         |
| GT-Wagen 2001–2500 cm³      | kein Teilnehmer im Ziel |                       |                            |                                 |
| GT-Wagen 1601–2000 cm³      | Chris Lawrence          | Richard Shepard-Baron | Morgan Plus 4              | Rang 13                         |
| GT-Wagen 1301–1600 cm³      | Edgar Barth             | Hans Herrmann         | Porsche 356B Abarth        | Rang 7                          |
| GT-Wagen 1151–1300 cm³      | David Hobbs             | Frank Gardner         | Lotus Elite MK14           | Rang 8                          |
| GT-Wagen 1101–1150 cm³      | kein Teilnehmer im Ziel |                       |                            |                                 |

### Renndaten
- Gemeldet: 80
- Gestartet: 55
- Gewertet: 18
- Rennklassen: 18
- Zuschauer: unbekannt
- Ehrenstarter des Rennens: Wilfried Baumgartner, Präsident des C.S.I.
- Wetter am Rennwochenende: heiß und trocken
- Streckenlänge: 13,461 km
- Fahrzeit des Siegerteams: 24:00:00,000 Stunden
- Gesamtrunden des Siegerteams: 331
- Gesamtdistanz des Siegerteams: 4451,255 km
- Siegerschnitt: 185,469 km/h
- Pole Position: unbekannt
- Schnellste Rennrunde: Phil Hill – Ferrari 330TRI LM Spyder (#6) – 3:57,700 = 204,202 km/h
- Rennserie: 8. Lauf zur Sportwagen-Weltmeisterschaft 1962